# Saxifrage à trois doigts
Saxifraga tridactylites
Espèce
Classification phylogénétique
La Saxifrage à trois doigts ou Saxifrage tridactyle (Saxifraga tridactylites) est une espèce de plantes à fleurs de la famille des Saxifragacées. C'est une plante herbacée très répandue en Europe et en Afrique du Nord.
Autres noms vernaculaires : Perce-pierre, Petite saxifrage.

## Description

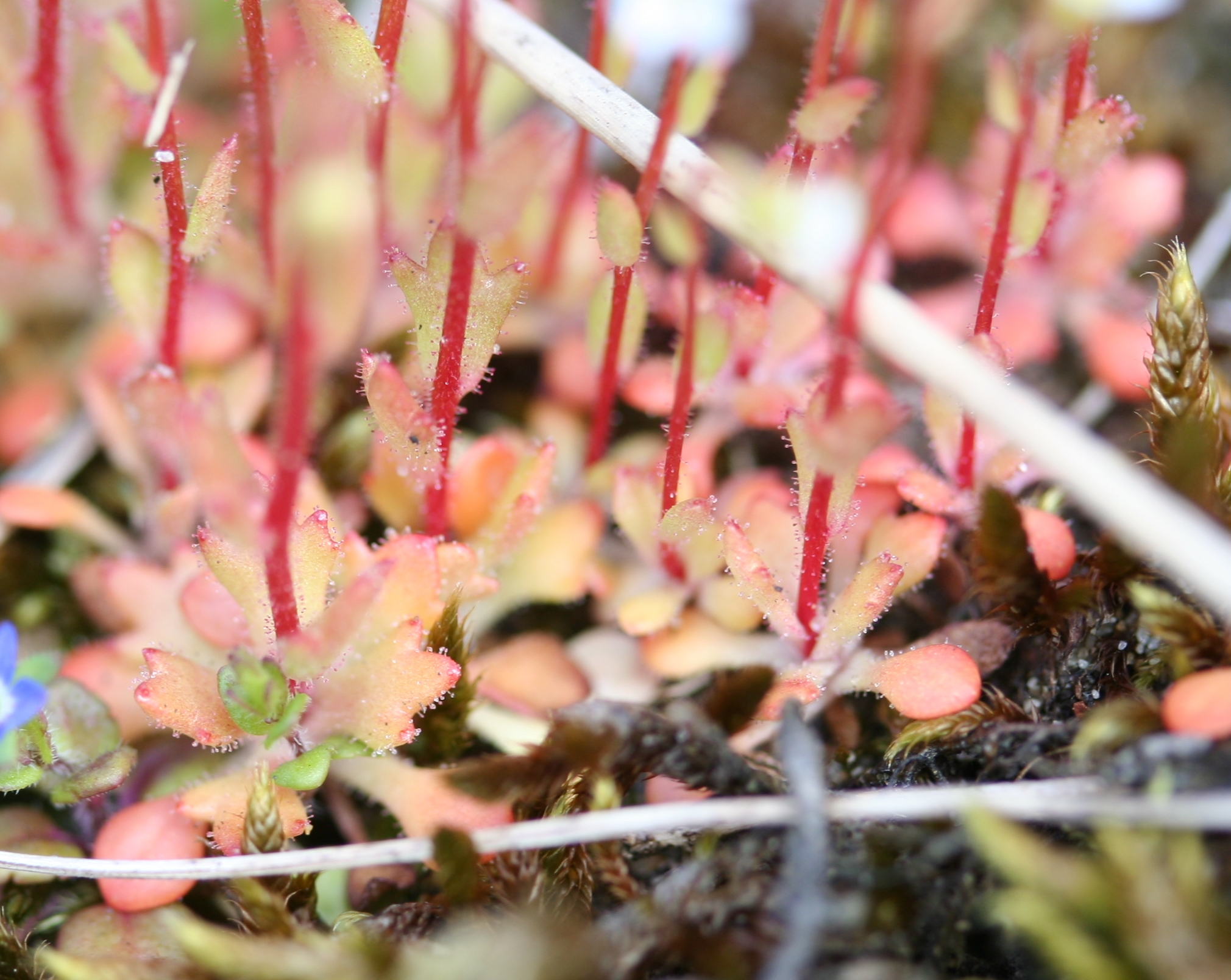
Feuilles et tiges.

C'est une petite plante (10 cm maximum) très discrète. Elle a des feuilles et des tiges rougeâtres, avec des poils glanduleux.

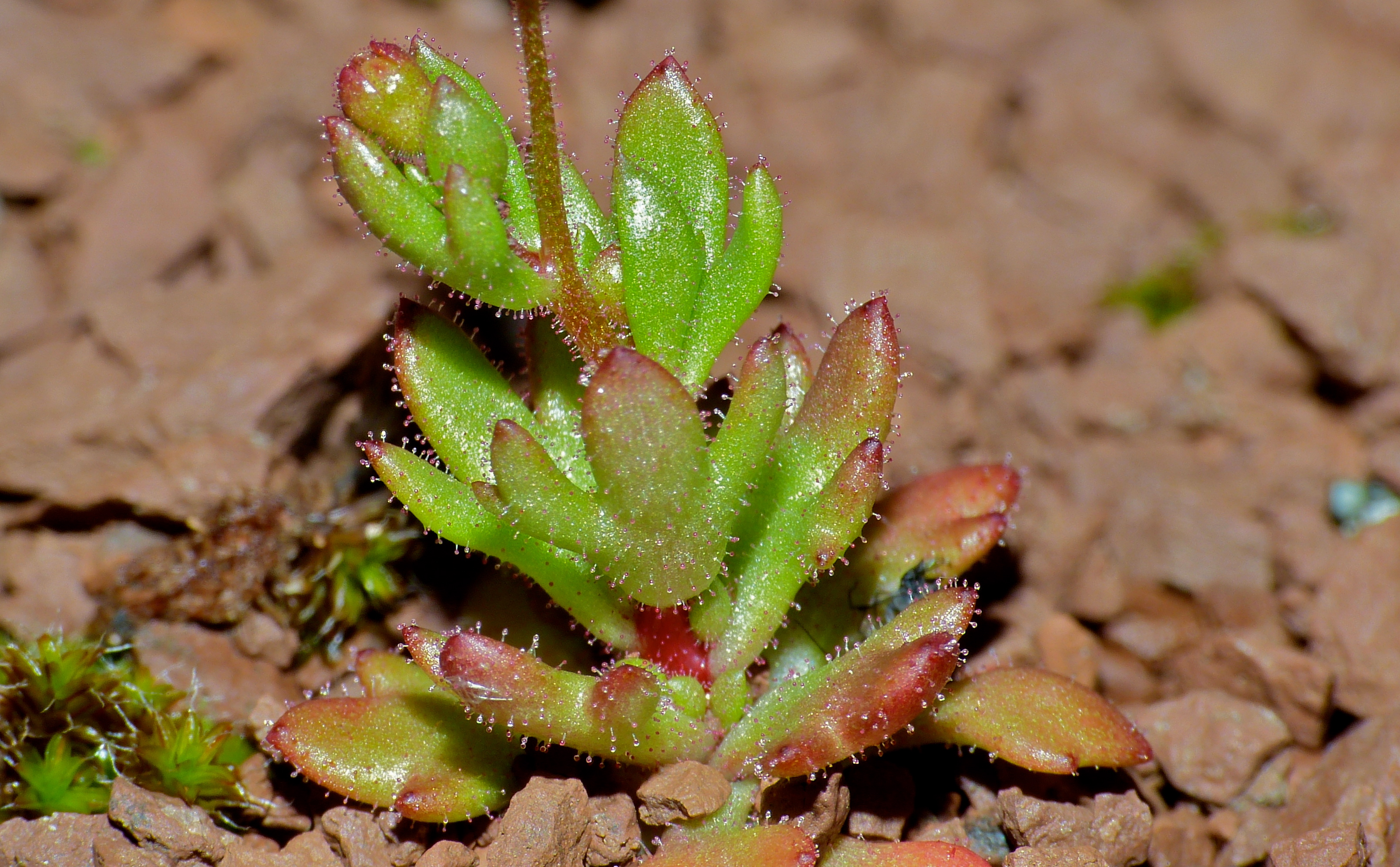
Détail du pied.
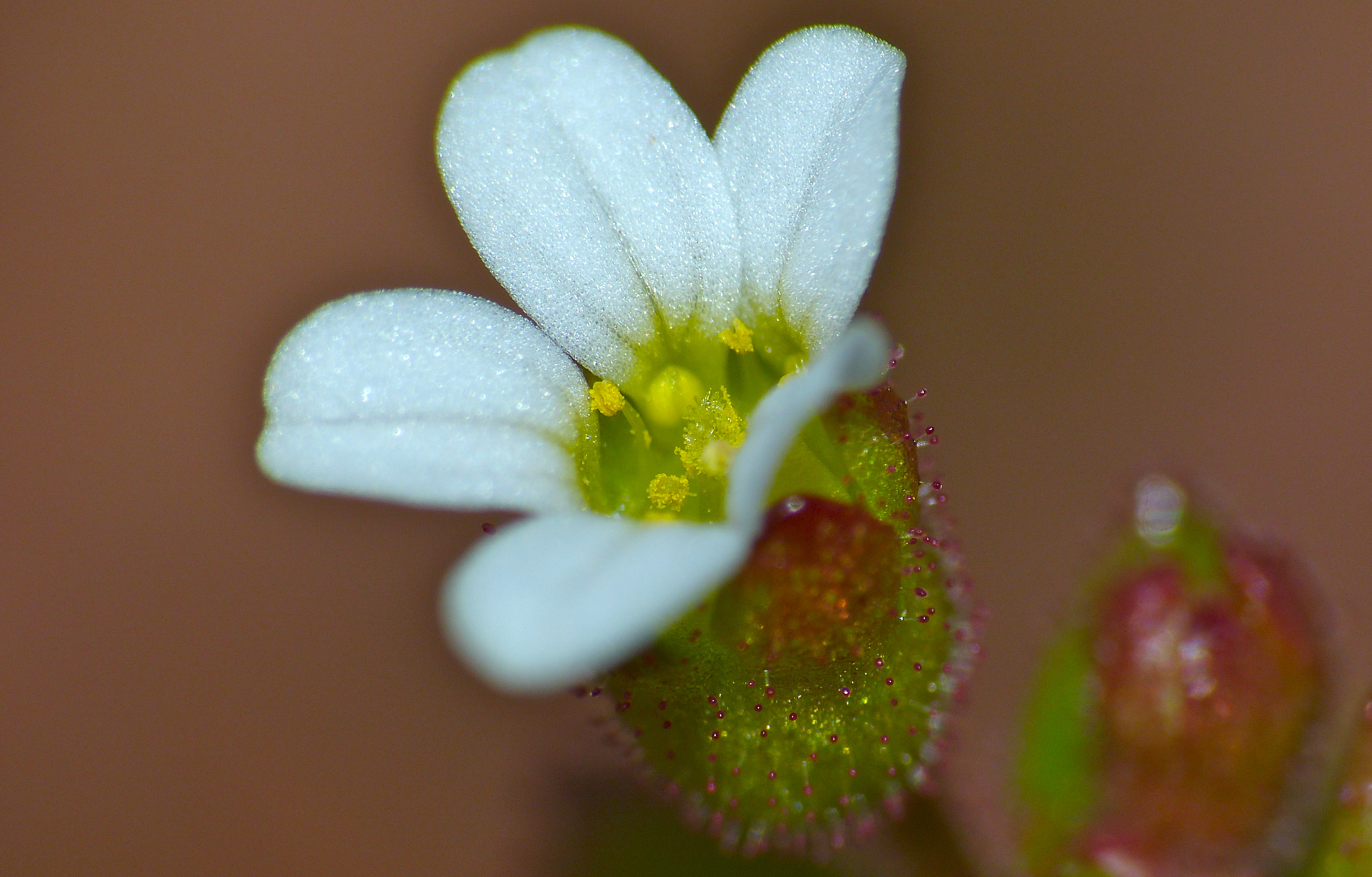
Détail de la fleur.

## Habitat
Elle pousse dans les zones dénudées, les falaises rocheuses, les pelouses rases, mais aussi en ville sur les trottoirs et les vieux murs.

### Caractéristiques
Organes reproducteurs
- Couleur dominante des fleurs : blanc
- Période de floraison : avril-juin
- Inflorescence : racème simple
- Sexualité : hermaphrodite
- Ordre de maturation :
- Pollinisation : entomogame

Graine
- Fruit : capsule
- Dissémination : anémochore

Habitat et répartition
- Habitat type : tonsures annuelles basophiles, aéromésohydriques, méso à subméditerranéennes
- Aire de répartition : circumboréal

Données d'après : Julve, Ph., 1998 ff. - Baseflor. Index botanique, écologique et chorologique de la flore de France. Version : 23 avril 2004.